# Satyrus hadjina
Satyrus hadjina är en fjärilsart som beskrevs av Rühl 1895. Satyrus hadjina ingår i släktet Satyrus och familjen praktfjärilar. Inga underarter finns listade.